# Orchestina wuzu
Espèce
Orchestina wuzu est une espèce d'araignées aranéomorphes de la famille des Oonopidae.

## Distribution
Cette espèce est endémique du Tibet en Chine,. Elle se rencontre dans le xian de Nang.

## Description
Le mâle holotype mesure 1,12 mm et la femelle paratype 1,48 mm.

## Systématique et taxinomie
Cette espèce a été décrite par Tong et Li en 2025.

## Étymologie
Son nom d'espèce lui a été donné en référence au lieu de sa découverte, Wuzu.

## Publication originale
- Zhou, Tong, Bian & Li, 2025 : « Three new species of Orchestina Simon, 1882 (Araneae, Oonopidae) from Xizang, China. » ZooKeys, vol. 1239, p. 333-347 (texte intégral).